# 現實社會主義
现实社会主义是東方集團和苏联在列昂尼德·勃列日涅夫时期频繁使用的意识形态口號。
现实社会主义起初指的是東方集團在勃列日涅夫时期实施的苏联式計劃经济。中苏交恶後，中华人民共和国方面反对苏联意识形态，称苏联已不再是社会主义国家，背叛了革命。苏方为驳斥这一说法，称本国体制为“现实社会主义”，暗指其他社会主义模式都不现实，现实社会主义這一口號也有暗含未来即将出现高度发达的社会主义体制的意思。
自1960年代起，波兰人民共和国、東德、匈牙利人民共和国、捷克斯洛伐克社会主义共和国等東方集團国家开始声称，从自己国家的生产力水平来看，本国的政策才是切实可行的。当时的社会主义政党所讲的社会主义已逐渐变为负面代名词，甚至有了讽刺性。
在后来的歲月里，特别是在苏联解体后，人们對现实社会主义這一口號只剩一个印象，即苏联式的社会主义。